# Exochus carnitus
Exochus carnitus là một loài tò vò trong họ Ichneumonidae.